# Historia de la sangre
Historia de la sangre es una obra de teatro testimonial chilena de los años 90. Es el segundo montaje de la Trilogía Testimonial de Chile de la compañía Teatro La Memoria resultado de un trabajo de investigación desarrollado por los actores Alfredo Castro y Rodrigo Pérez junto a la psicoanalista Francesca Lombardo en cárceles y hospitales psiquiátricos de Chile donde recogieron los testimonios de autores de crímenes pasionales.

## Elenco original
- Paulina Urrutia: La chica del peral.
- Amparo Noguera: Rosa Faúndez, la descuartizadora.
- Maritza Estrada: Isabel, la Mapuche.
- Rodrigo Pérez: El chilenito bueno.
- Francisco Reyes; La gran bestia.
- Pablo Schwarz: Peso Hoja-Mosca-Júnior, el boxeador.

## Representaciones destacadas
- En 2010 se remonta con el elenco original por motivo del Bicentenario del Festival Santiago a Mil.

## Críticas
La obra en su país fue rupturista y difícil de clasificar por la crítica de la época. El montaje impactó al público por lo directo de sus textos.

Historia de la sangre transcurre en un territorio indefinido, más mental que físico, donde los personajes superponen sus vidas
Pedro Celedón, historiador del arte chileno.

La obra es considerada un referente de la renovación estética que experimentó el teatro chileno tras el término de la dictadura militar y estableció una corriente que conserva su influencia en la actualidad. Las actuaciones se convirtieron en un modelo a imitar y 
también significó la consagración de Alfredo Castro como director y dramaturgo.

Vemos a excelentes actores y actrices luchando con sus fatales pasiones y desgarrados por sus sentimientos
Knut Lennartz, crítico alemán.